# Бяликамєнь (ґміна)
Ґміна Бяликамєнь (пол. Gmina Białykamień) — колишня сільська ґміна у Золочівському повіті Тарнопільського воєводства Республіки Польща з центром у селі Білий Камінь.
1 серпня 1934 р. було створено ґміну Бяликамєнь у Золочівському повіті. До неї увійшли сільські громади: Белзец, Бяликамєнь, Бужек, Черемошна, Соболювка, Ушня.
У 1934 р. територія ґміни становила 87,67 км². Населення ґміни станом на 1931 рік становило 8 361 особа. Налічувалось 1 666 житлових будинків.
У 1939 р. ґміна ліквідована, а населені пункти, що були їй підпорядковані приєднано до новоствореного Олеського району.